# Weitendorf, Steiermark
Weitendorf är en ort och tidigare kommun i Österrike. Den ligger i distriktet Leibnitz i förbundslandet Steiermark.
Kommunen slogs 1 januari 2015 samman med kommunen Wildon.
Kommunen bestod av fyra orter (Ortschaften) (inom parentes invånarantal 1 januari 2024):
- Kainach bei Wildon (265)
- Lichendorf (117)
- Neudorf ob Wildon (292)
- Weitendorf (1 283)